# Dzhambulat Bizhamov
Dzhambulat Bizhamov (en ruso: Джамбулат Бижамов; Majachkalá, 10 de enero de 2001) es un deportista ruso que compite en boxeo.
Ganó una medalla de plata en el Campeonato Mundial de Boxeo Aficionado de 2021 y una medalla de plata en el Campeonato Europeo de Boxeo Aficionado de 2024, ambas en la categoría de 75 kg.

## Palmarés internacional
| Campeonato Mundial | Campeonato Mundial | Campeonato Mundial | Campeonato Mundial |
| Año                | Lugar              | Medalla            | Categoría          |
| ------------------ | ------------------ | ------------------ | ------------------ |
| 2021               | Belgrado (Serbia)  | Medalla de plata   | 75 kg              |
| Campeonato Europeo |                    |                    |                    |
| Año                | Lugar              | Medalla            | Categoría          |
| 2024               | Belgrado (Serbia)  | Medalla de plata   | 75 kg              |